# Domaljevac
Domaljevac je mjesto i središte općine Domaljevac-Šamac nastale nakon Daytonskog sporazuma kada je dio prijeratne općine Bosanski Šamac ušao u sastav Federacije BIH. Većinsko su stanovništvo Hrvati.
Općina Domaljevac – Šamac  jedna je od tri općine u Posavskoj županiji na sjeveru Bosne i Hercegovine.

## Zemljopis
Nalazi se uz rijeku Savu u srednjoj Bosanskoj Posavini na sjeveru Bosne i Hercegovine. Nalazi se na izrazito močvarnom i poplavnom području na pola puta između Orašja i Bosanskog Šamca. Susjedna su sela s druge obale Save Babina Greda i Štitar. 
Veće su močvare na području Domaljevca: 
- Tišina
- Blato
- Jazić
- Jelas
- Adica.

Danas su sve osim Tišine pretvorene u poljoprivredno obradivo tlo. Prva se poplava zabilježena na području općine dogodila 1812. godine. Poplave su se dogodile i sljedećih godina: 1823., 1852., 1866., 1932., 1936., 1937., 1940., 1942., 1945., 1961. i 1971., a posljednja u svibnju 2014. godine.
Domaljevački atar najveći je prostor obradivog poljoprivrednog zemljišta u BiH. Poplavni atar sastoji se od sljedećih polja: Dubravice, Luke, Njiverice, Kočišta, Guštre i Nađevci, a dio koji ne poplavljuje čine: Hrast, Bokovi, Kališta, Blato, Ijosići i Adeljak.
| Babina Greda | Babina Greda, Štitar | Štitar               |
| Bazik        | Susjedne općine      | Štitar, Tolisa       |
| Grebnice     | Oštra Luka           | Tolisa, Bukova Greda |

## Stanovništvo
| Stanovništvo prostora općine Domaljevac |                |                |
| godina popisa                           | 2013.          | 1991.          |
| Hrvati                                  | 4634 (97,10 %) | 5918 (93,30 %) |
| Muslimani                               | 17 (0,40 %)    | 8 (0,10 %)     |
| Srbi                                    | 92 (1,90 %)    | 307 (4,80 %)   |
| ostali i nepoznato                      | 28 (0,60 %)    | 110 (1,70 %)   |
| ukupno                                  | 4771           | 6343           |

### Domaljevac (naseljeno mjesto), nacionalni sastav
| Domaljevac         |                |                |                |                |
| godina popisa      | 2013.          | 1991.          | 1981.          | 1971.          |
| Hrvati             | 3248 (98,60 %) | 4072 (98,07 %) | 3836 (95,68 %) | 3675 (99,35 %) |
| Srbi               | 16 (0,50 %)    | 20 (0,48 %)    | 17 (0,42 %)    | 12 (0,32 %)    |
| Muslimani          | 14 (0,40 %)    | 7 (0,16 %)     | 0              | 0              |
| Jugoslaveni        | 0 (0 %)        | 31 (0,74 %)    | 98 (2,44 %)    | 2 (0,05 %)     |
| ostali i nepoznato | 17 (0,50 %)    | 22 (0,52 %)    | 58 (1,44 %)    | 10 (0,27 %)    |
| ukupno             | 3295           | 4152           | 4009           | 3699           |

## Župa Svete Ane
Župa Domaljevac nastala je 1860. (1861.?) godine odvajanjem od župe Tolisa i dijelom od župe Tišina. Otada ima matične knjige. Domaljevac se najprije tretiralo kao kapelaniju, a 1864. i formalno je deklariran kao župa.
Godine 1869. izgrađena je prva skromna drvena crkvica u kojoj se nalazila zavjetna slika Sv. Ane koju je naslikao nepoznati autor. Danas se ta slika čuva u župnoj kući.
Nova crkva izgrađena je 1894. godine. Kamen za izgradnju crkve dovezen je iz Pećnika. U zimu 1896./1897. godine fra Mato Živković nabavio je stari oltar iz Župne crkve Svetog Mateja u Štitaru i postavio ga je u novosagrađenu crkvu u Domaljevcu.
Budući da je crkva tijekom vremena dotrajala i nije mogla odgovarati pastoralnim potrebama, bilo je nužno sagraditi novu. Projekt je izradio F. Zukanović, a gradnja je započela u jesen 1979. i potrajala je više godina. Pred sam rat izgrađen je novi zvonik, a srušena stara crkva zbog mogućeg urušavanja zvonika. Barokni oltar iz crkve skraćen je i prenesen u Filijalnu crkvu u Grebnicama. Nakon što se župa Grebnice osamostalila 1992. godine, oltaru se gubi svaki trag. Crkveni inventar iz stare crkve dobrim je dijelom izgubljen zbog nemarnosti župnika.

## Naselja
Domaljevac se sastoji od sljedećih naselja: Gornja i Donja Kališta, Srimac, Matić Mala, Posavačka, Struga, Hrast, Turjak, Josići, Crkvena, Novo naselje – Jelas, Novo naselje – Blato.
u Domaljevcu ima preko 1100 domaćinstava. Većina stanovništva privremeno radi u Njemačkoj još od prošlog stoljeća. Stanovništvo je upravo zato jako nehomogeno.

## Uprava
Sjedište općine Domaljevac – Šamac u naseljenom je mjestu Domaljevac.

## Povijest
Domaljevac se kao naseljeno mjesto prvi put spominje 1548. godine. Do 1910. godine postajala su dva Domaljevca: Gornji i Donji Domaljevac.
Po odredbi Kraljevine Jugoslavije 1926. godine utemeljena je po prvi put općina Domaljevac u čiji su sastav ulazila mjesta: Domaljevac, Batkuša, Bazik, Brvnik, Grebnice, Liskovac i Odmut.
Domaljevac je u svojoj povjesti bio izložen poplavama. Neke kronike govore i o poplavama koje su trajala po pola godine ili o više poplava u jednoj godini. Najveća poplava zabilježena je u svibnju 2014. godine kada je poplavljeno gotovo cijelo mjesto, a jedino nepoplavljeno zemljište bilo je naselje Struga koje se nalazi između glavnog nasipa rijeke Save i glavne magistralne ceste te različiti nasipi u selu poput crkvenog dvorišta. Izbjegnuta je ekološka katastrofa, a, zahvaljujući slozi i različitim donacijama, svi su stambeni i društveni objekti u naselju obnovljeni. 
Prvo stanovnici Domaljevca bili su Slavonci, to jesti Babogređani i Štitarci koji su selili na drugu obalu Save kako bi izbjegli vojnu obvezu za svoju djecu.

## Poznate osobe
Poznate su osobe:
- fra Anto Tepeluk-Klarić, fratar i mučenik ubijen na Križnom putu 1945. godine
- Marko Matić, profesor latinskog i njemačkog jezika, magistar i autor 4 knjige.

## Kultura
Svake se godine održava manifestacija „Dani općine Domaljevac-Šamac”. Vrhunac je manifestacije „Smotra izvornog narodnog stvaralaštva 'Domaljevačka Tkanica'” koju organizira HKUD „Mladost” Domaljevac i okuplja velik broj kulturno-umjetničkih društava iz BiH, Hrvatske i Srbije (bunjevački Hrvati, Šokci, Mađari, Slovaci, Rusini, Česi) HKUD „Mladost” ima oko 30 članova mlade postave i 20 starijih članova.

## Spomenici i znamenitosti
- crkva Svete Ane sa zvonikom koji je treći po visini u BiH
- spomenik palim hrvatskim vojnicima iz Drugog svjetskog rata i poraća i Domovinskog rata koji se nalazi na trgu Palih Branitelja 104. Brigade HVO.

## Obrazovanje
Osnovna župna škola u Domaljevcu prvi se put spominje 1854. godine. Godine 1904. u Domaljevcu je izgrađena Narodna osnovna škola, a 1971. godine otvorena je postojeća zgrada osnovne škole koja danas nosi ime braće Radić. Postoji područni odjel u Grebnicama. 

## Šport
Početkom ljeta 1926. u Domaljevcu je osnovano prvo Pjevačko društvo. U proljeće 1928. u Domaljevcu počinje „igranje lopte nogom” kako se tada nazivalo nogomet.
Jedan je nogometni klub HNK Mladost , a jedan odbojkaški klub HOK Domaljevac.

## Vanjske poveznice
- Domaljevac.NET  Arhivirana inačica izvorne stranice od 19. travnja 2012. (Wayback Machine)
- Domaljevac.com